# Стааб, Ребекка
Ребекка Стааб (англ. Rebecca Staab; род. 27 июля 1961, Хейс (Канзас), Канзас) — американская телевизионная актриса. Стааб впервые получила известность как победительница конкурса Мисс Небраска 1980, после чего начала свою карьеру в мыльных операх.
Стааб сыграла более шестидесяти ролей на телевидении, в том числе была гостем в таких сериалах как «Мэтлок», «Коломбо», «Беверли-Хиллз, 90210», «Весёлая компания», «Сайнфелд», «Части тела», «Морская полиция: Спецотдел», «C.S.I.: Место преступления», «Хор» и «Декстер». В дневном эфире она в первую очередь известна по мыльным операм «Направляющий свет» и «Порт Чарльз», а в прайм-тайм сыграла главную женскую роль в закрытом после одного сезона сериале 1995 года Live Shot. В 2009 году она снялась в веб-спин-оффе сериала «Отчаянные домохозяйки», который транслировался в рамках шестого сезона.
В дополнение к телевизионной работе, Стааб появилась в кинофильмах «Привычка жениться» (1991), «Любовный напиток № 9» (1992), «Новое время» (1994), «Фантастическая четверка» (1994), «Тихие дни в Голливуде» (1995), «Динамит» (1997), «Дом на холме» (2003), «Тихая гавань» (2007), «ПоцелуйчИК» (2009) и «Идеальный конец» (2012).

## Избранная фильмография
- Loving (1985)
- Направляющий свет (1985—1987)
- Мрачные тени (прайм-тайм мыльная опера, 3 эпизода, 1991)
- Live Shot (прайм-тайм мыльная опера, 13 эпизодов, 1995)
- Порт Чарльз (2002—2003)
- Молодые и дерзкие (2008)
- Отчаянные домохозяйки / Desperate Housewives (2009) — Стефани
- Декстер / Dexter (2013) — Люси Джерард